# Kanton Goussainville
Kanton Goussainville (fr. Canton de Goussainville) je francouzský kanton v departementu Val-d'Oise v regionu Île-de-France. Tvoří ho 9 obcí. Před reformou kantonů 2014 ho tvořily pouze dvě obce.

## Obce kantonu
od roku 2015:
- Épiais-lès-Louvres
- Goussainville
- Chennevières-lès-Louvres
- Louvres
- Marly-la-Ville
- Saint-Witz
- Survilliers
- Vémars
- Villeron

před rokem 2015:
- Goussainville
- Louvres